# Harper House
Pour les articles homonymes, voir The Mansion.
La Harper House, ou The Mansion, est une maison américaine située à Harpers Ferry, en Virginie-Occidentale. Terminée en 1782 par le fondateur de la ville Robert Harper, lequel meurt la même année sans l'avoir habitée, elle est par la suite habitée par Noah Haynes Swayne, qui fut nommé à la Cour suprême des États-Unis par Abraham Lincoln. La bâtisse est aujourd'hui protégée au sein du Harpers Ferry National Historical Park.